# Sven Hauge
Sven Aage Hauge (* 29. Dezember 1923 in Oslo; † 31. Mai 1997) war ein norwegischer General der Luftstreitkräfte (Luftforsvaret), der zuletzt von 1982 bis 1984 Oberbefehlshaber der norwegischen Streitkräfte (Forsvarssjef) war.

## Leben
Hauge trat nach dem Schulbesuch in die Streitkräfte (Forsvaret) ein und absolvierte zunächst eine militärische Fliegerausbildung bei der Little Norway. 1949 wurde er Seeoffizier der Marine (Kongelige Norske Marine) und absolvierte später die Hochschule der Streitkräfte FHS (Forsvarets høgskole). 1970 wechselte er als Oberst zu den Luftstreitkräften und war zunächst Abteilungsleiter im Stab des Nachrichtendienstes im Oberkommando sowie 1975 Chef des Stabes des Nachrichtendienstes. Nach seiner Beförderung zum Generalmajor 1977 wurde er Chef des Operationsstabes im Oberkommando der Streitkräfte und war nach seiner Beförderung zum Generalleutnant (Generalløytnant) zwischen 1978 und 1982 Chef des Stabes des Oberkommandos der Streitkräfte.
Am 1. Juli 1982 wurde General Hauge als Nachfolger von General Sverre B. Hamre Oberbefehlshaber der norwegischen Streitkräfte (Forsvarssjef) und bekleidete diesen Posten bis zum 30. Juni 1984, woraufhin General Fredrik Bull-Hansen am 1. Juli 1984 sein Nachfolger wurde. Im Anschluss fungierte er von 1984 bis zu seinem Eintritt in den Ruhestand 1990 als Direktor des Forsvarets bygningstjeneste, der für die Verwaltung des Eigentums und der Liegenschaften der Streitkräfte zuständigen Behörde.

## Weblink
- Eintrag in Store norske leksikon

| Personendaten    | Personendaten                         |
| ---------------- | ------------------------------------- |
| NAME             | Hauge, Sven                           |
| ALTERNATIVNAMEN  | Hauge, Sven Aage (vollständiger Name) |
| KURZBESCHREIBUNG | norwegischer General                  |
| GEBURTSDATUM     | 29. Dezember 1923                     |
| GEBURTSORT       | Oslo                                  |
| STERBEDATUM      | 31. Mai 1997                          |